# Stichophthalma
Стихофтальмы (лат. Stichophthalma) — род дневных бабочек из подсемейства Морфиды, семейства Nymphalidae.

## Описание
Размах крыльев большинства видов около 90—140 мм. Самка немного крупнее самца, но не отличается от него по окраске и рисунку на крыльях. Крылья представителей рода украшены своеобразным краевым рисунком, элементы которого напоминают широкие наконечники пик, ромбовидные пятна.

## Ареал
Юго-Восточная Азия, Китай, Таиланд, полуостров Индокитай, Тайвань. В местах обитания бабочки встречается часто.

## Виды и подвиды

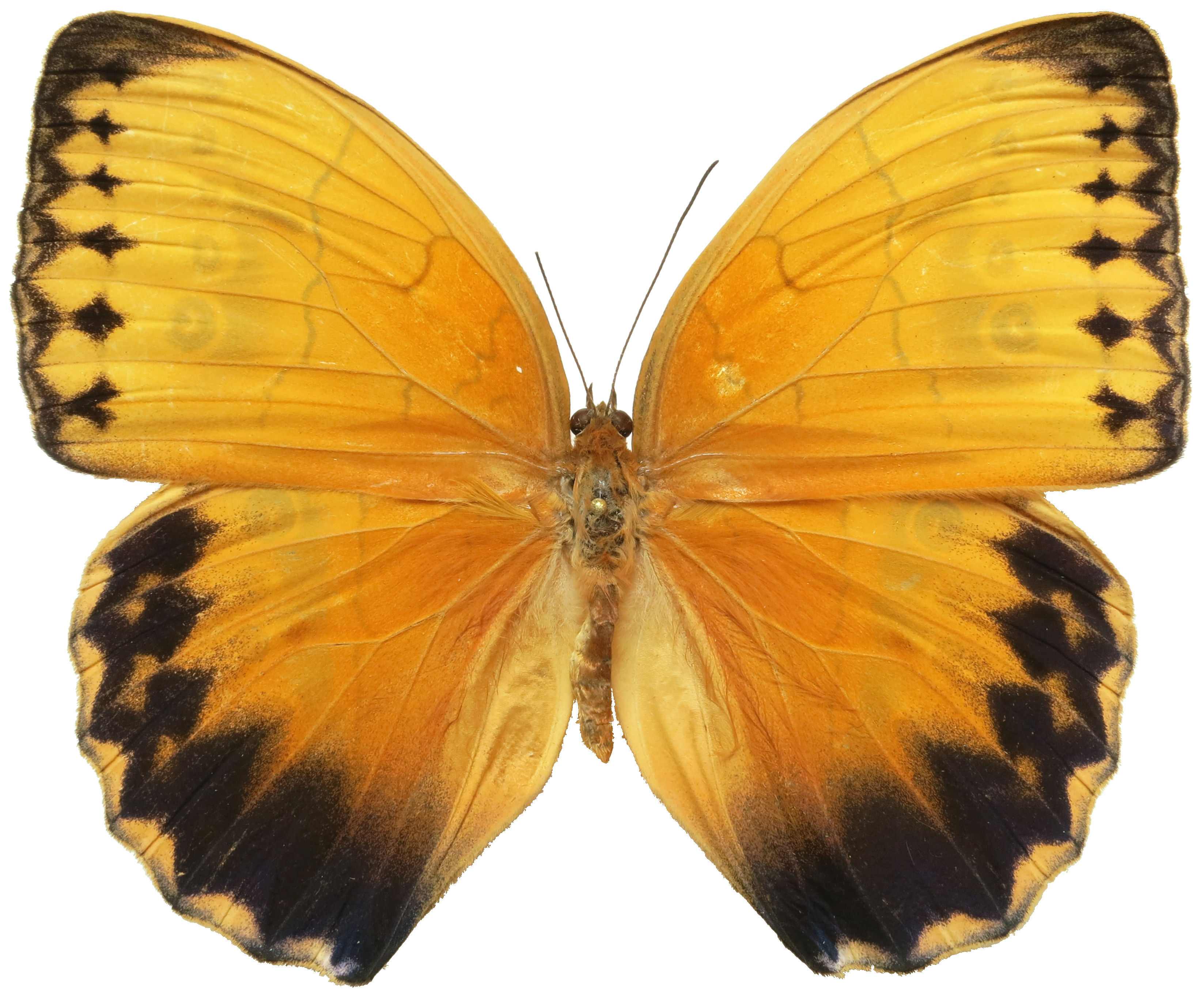
Stichophthalma howqua. Самец

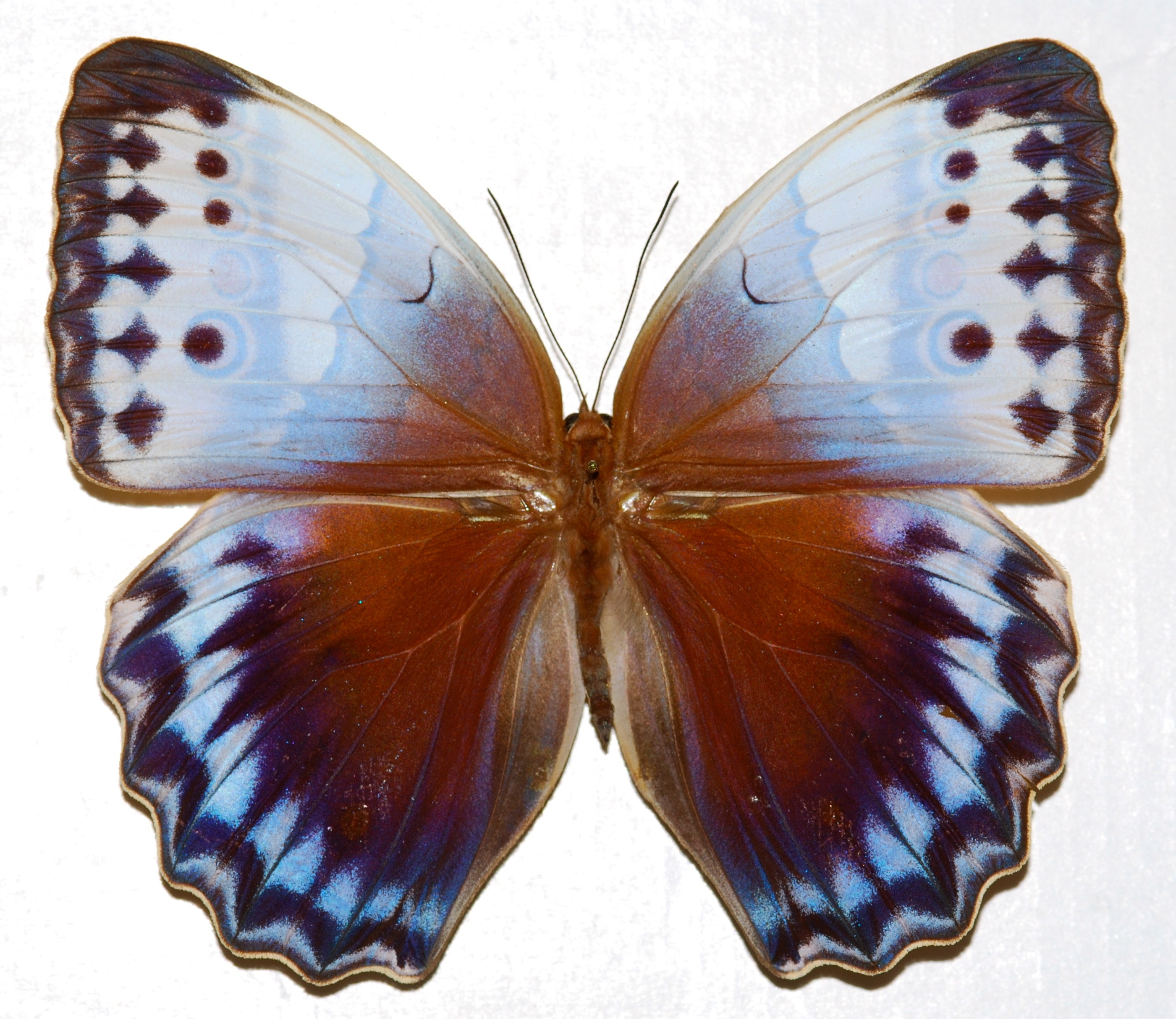
Stichophthalma camadeva

- Stichophthalma camadeva (Westwood, 1848) Бирма, Сикким, Ассам
- Stichophthalma cambodia (Hewitson, 1865) Таиланд, Индокитай
- Stichophthalma fruhstorferi (Röber, 1903) Вьетнам, Лаос
- Stichophthalma godfreyi (Rothschild, 1916) Бирма
- Stichophthalma howqua (Westwood, 1851) Китай, Вьетнам
  - Stichophthalma howqua iapetus — Китай, Вьетнам
  - Stichophthalma howqua tonkiniana — Северный Вьетнам
  - Stichophthalma howqua formosana — Тайвань
  - Stichophthalma howqua suffusa — Сычуань, Фуцзянь
  - Stichophthalma howqua bowringgi — китайская провинция Хайнань
- Stichophthalma louisa (Wood-Mason, 1877)
  - Stichophthalma louisa siamensis (Rothschild, 1916)
  - Stichophthalma louisa ranohngensis (Okano, 1985)
  - Stichophthalma louisa mathilda (Janet, 1905)
  - Stichophthalma louisa tytleri (Rothschild, 1918)
- Stichophthalma nourmahal (Westwood, 1851) — Бутан, Sikkim, Assam, Naga Hills
- Stichophthalma sparta (de Nicéville, 1894) — Бирма
  - Stichophthalma sparta evansi (Huang, 2003) — Юньнань
- Stichophthalma neumogeni (Leech, 1892) — Китай, Вьетнам, Корея, Япония
  - Stichophthalma neumogeni regulus (Brooks, 1949)
  - Stichophthalma neumogeni le (Huang, 1998) — Хайнань
- Stichophthalma uemurai (Nishimura, 1998) — Вьетнам
  - Stichophthalma uemurai gialaii (Monastyrskii & Devyatkin, 2000)